# Zdravko Malić
Zdravko Malić (ur. 10 października 1933 w Ljubiji, zm. 3 września 1997 w Cavtacie) – chorwacki literaturoznawca, poeta, tłumacz z języka polskiego i rosyjskiego, znawca twórczości Witolda Gombrowicza. 

## Życiorys
Urodził się w rodzinie urzędniczej. Dzieciństwo i młodość spędził w Sarajewie. W 1952 został z powodów politycznych skazany na utratę praw do kształcenia się w SR Bośni i Hercegowiny. Wyjechał do Zagrzebia, gdzie rok później ukończył gimnazjum, a w 1958 jugoslawistykę i rusycystykę na Uniwersytecie w Zagrzebiu. W roku akademickim 1956/1957 studiował także literaturę i język francuski na Uniwersytecie Strasburskim. Rok akademicki 1958/1959 spędził na Uniwersytecie Warszawskim, a kolejny na Uniwersytecie Jagiellońskim, gdzie kształcił się w zakresie języka i literatury polskiej. W 1961 został zatrudniony na macierzystej uczelni, gdzie pracował do śmierci. W 1965 doktoryzował się tamże na podstawie dysertacji Knjizevno djelo Witolda Gombrowicza (Dzieło literackie Witolda Gombrowicza). Kierował katedrą języków zachodniosłowiańskich, wykładając język polski.
Tłumaczył literaturę polską (m.in. J. Andrzejewskiego, S. Dygata, W. Gombrowicza) oraz rosyjską. Przetłumaczył z rosyjskiego na chorwacki także zbiór klasycznej chińskiej poezji. Był członkiem Towarzystwa Chorwackich Tłumaczy Literatury, Chorwackiego Towarzystwa Literackiego, Chorwackiego Towarzystwa Filologicznego. Redaktor naczelny pisma „Književna smotra”. W 1987 otrzymał nagrodę literacką ZAiKS-u dla tłumaczy.
Zmarł w 1997 podczas urlopu nad morzem.
W 1998 za wybitne zasługi dla kultury polskiej został pośmiertnie odznaczony Krzyżem Oficerskim Orderu Zasługi Rzeczypospolitej Polskiej.